# 29A busz (Miskolc)
A miskolci 29A jelzésű autóbuszvonal az Újgyőri főtér, Vargahegy és az Avas kilátó között húzódik, amelyet a Miskolc Városi Közlekedési Zrt. üzemeltet.

## Története
Az MVK Zrt. a 2023. október 14-én esedékes menetrendi változtatásával a 29-es autóbuszvonalat meghosszabbította a Hideg soron és a Győri kapun át az Újgyőri főtérig, mely körjárattá alakult (ehhez köthető a 39-es buszok létrejötte is). Ezzel szemben a 29-es régi végállomásai között továbbra is maradtak ingázó járatok, melyek 29A jelzéssel közlekednek a későbbiekben.

## Útvonala
Az indítások csak odairányban történnek. Míg az ellentétes irányú 39-es buszok egy része is az Avas kilátóról indul (ugyanezen útvonalon az Újgyőri főtérre), addig azok nem viselnek 39A jelzést.
| Újgyőri főtér – Avas kilátó | Ellentétes irányban a 39-es menetrendbeli bekeretezett járatok közlekednek. |
| --- | --------------------------------------------------------------------------- |
| Újgyőri főtér ➝ Vasgyári út ➝ Gózon Lajos utca ➝ Pocogó út ➝ Csermőkei út ➝ Miskolctapolcai út ➝ Szentgyörgy út ➝ Fényi Gyula tér ➝ Klapka György utca ➝ Pattantyús-Ábrahám Géza utca ➝ Avas kilátó | Ellentétes irányban a 39-es menetrendbeli bekeretezett járatok közlekednek. |

## Közlekedése
Indításai a hét minden napján történnek, járatai jellemzően az este folyamán közlekednek. Tanév során egy alkalommal reggelente az Egyetemváros is érintett, tanszünetben hétköznap délután is indul 29A járat. Hétvégén egy hajnali indítás is ezt a jelzést viseli.

### Járművek
Az autóbuszvonalon egyaránt megfordulnak az MAN típusú Lion's City szóló és csuklós járművek, olykor 2006-os évjáratú Neoplan Centroliner autóbuszok is. Ritkán, de sor kerül szóló BYD kocsi közlekedésére is.

## Megállóhelyei
| 29A (Újgyőri főtér – Vargahegy – Avas kilátó) | 29A (Újgyőri főtér – Vargahegy – Avas kilátó) | 29A (Újgyőri főtér – Vargahegy – Avas kilátó) | 29A (Újgyőri főtér – Vargahegy – Avas kilátó) | 29A (Újgyőri főtér – Vargahegy – Avas kilátó) | 29A (Újgyőri főtér – Vargahegy – Avas kilátó) | 29A (Újgyőri főtér – Vargahegy – Avas kilátó) | 29A (Újgyőri főtér – Vargahegy – Avas kilátó)                                                         |
| Sorszám (↓)                                   | Sorszám (↓)                                   | Megállóhely                                   | Kilométer (↓)                                 | Kilométer (↓)                                 | Perc (↓)                                      | Perc (↓)                                      | Átszállási kapcsolatok                                                                                |
| --------------------------------------------- | --------------------------------------------- | --------------------------------------------- | --------------------------------------------- | --------------------------------------------- | --------------------------------------------- | --------------------------------------------- | --- |
| 0                                             | 0                                             | Újgyőri főtér végállomás                      | 0.0 km                                        | 0.0 km                                        | 0                                             | 0                                             | 1, 1G, 1VP, 6, 9, 16, 19, 21, 21G, 29, 39, 53, 54, 68, 101B, 901 1053, 1383 3753, 3755, 3756 1, 1A, 2 |
| 1                                             | 1                                             | Vasgyári út                                   | 0.4 km                                        | 0.4 km                                        | 1                                             | 1                                             | 9, 19, 21G, 29, 68                                                                                    |
| 2                                             | 2                                             | Vasgyár                                       | 1.0 km                                        | 1.0 km                                        | 2                                             | 2                                             | 9, 19, 21, 29, 39, 53, 68, 101B 3701, 3735, 3755, 3756 2                                              |
| 3                                             | 3                                             | Vasgyári temető                               | 1.5 km                                        | 1.5 km                                        | 4                                             | 4                                             | 9, 19, 21, 29, 39, 53, 68, 101B                                                                       |
| 4                                             | 4                                             | Batthyány sor                                 | 2.0 km                                        | 2.0 km                                        | 5                                             | 5                                             | 29, 39, 53                                                                                            |
| 5                                             | 5                                             | Vargahegy                                     | 2.8 km                                        | 2.8 km                                        | 7                                             | 7                                             | 29, 39, 53                                                                                            |
| 6                                             | 6                                             | Magashegy                                     | 3.6 km                                        | 3.6 km                                        | 8                                             | 8                                             | 29, 39, 53                                                                                            |
| 7                                             | 7                                             | Csermőke-Felső                                | 4.7 km                                        | 4.7 km                                        | 10                                            | 10                                            | 29, 39, 53                                                                                            |
| 8                                             | 8                                             | Csermőke                                      | 5.3 km                                        | 5.3 km                                        | 12                                            | 12                                            | 29, 39, 53                                                                                            |
| 9                                             | 9                                             | Ruszinszőlő                                   | 5.8 km                                        | 5.8 km                                        | 13                                            | 13                                            | 29, 39, 53                                                                                            |
| 10                                            | 10                                            | Egyetem                                       | 6.9 km                                        | 6.9 km                                        | 16                                            | 16                                            | 12, 20, 20A, 29, 39, 53, 900, 914 1372                                                                |
| Tanítási napokon 1 járat által érintett.      |                                               |                                               |                                               |                                               |                                               |                                               | |
| ∫                                             | 11                                            | Egyetemi kollégiumok                          | ∫                                             | 7.2 km                                        | ∫                                             | 18                                            | 12, 20, 20A, 29, 39, 53, 900, 914 1372                                                                |
| ∫                                             | 12                                            | Tanulmányi épületek                           | ∫                                             | 7.7 km                                        | ∫                                             | 19                                            | 12 |
| ∫                                             | 13                                            | Egyetemváros                                  | ∫                                             | 7.9 km                                        | ∫                                             | 20                                            | 12 |
| ∫                                             | 14                                            | Olajkutató                                    | ∫                                             | 8.4 km                                        | ∫                                             | 21                                            | 12, 20, 20A, 914                                                                                      |
| ∫                                             | 15                                            | Egyetemi kollégiumok                          | ∫                                             | 8.8 km                                        | ∫                                             | 22                                            | 12, 20, 20A, 29, 39, 53, 900, 914 1372                                                                |
| 11                                            | 16                                            | Csermőkei út                                  | 7.3 km                                        | 9.2 km                                        | 17                                            | 23                                            | 12, 20, 20A, 29, 900, 914, Auchan 2                                                                   |
| 12                                            | 17                                            | Szentgyörgy út                                | 7.8 km                                        | 9.6 km                                        | 18                                            | 24                                            | 12, 20, 20A, 29, 30, 32, 34, 36, 900, 935, Auchan 2                                                   |
| 13                                            | 18                                            | Sályi István utca                             | 8.3 km                                        | 10.1 km                                       | 19                                            | 25                                            | 29, 30, 32, 34, 36, 900, 935, Auchan 2                                                                |
| 14                                            | 19                                            | Avas városközpont                             | 8.7 km                                        | 10.5 km                                       | 20                                            | 26                                            | 29, 30, 31, 32, 34, 36, 900, 935, Auchan 2                                                            |
| 15                                            | 20                                            | Ifjúság útja                                  | 9.1 km                                        | 10.9 km                                       | 21                                            | 27                                            | 29, 30, 31, 32, 34, 35, 35G, 36, 900, 935, Auchan 2                                                   |
| 16                                            | 21                                            | Mednyánszky utca                              | 9.5 km                                        | 11.3 km                                       | 22                                            | 28                                            | 29, 30, 31, 32, 34, 35, 35G, 36, 900, 935, Auchan 2                                                   |
| 17                                            | 22                                            | Hajós Alfréd utca                             | 9.9 km                                        | 11.7 km                                       | 23                                            | 29                                            | 29, 30, 31, 32, 34, 35, 35G, 36, 900, 935, Auchan 2                                                   |
| 18                                            | 23                                            | Leszih Andor utca                             | 10.2 km                                       | 12.1 km                                       | 24                                            | 30                                            | 29, 30, 31, 32, 34, 35, 35G, 36, 900, 935, Auchan 2                                                   |
| 19                                            | 24                                            | Avas kilátó végállomás                        | 10.5 km                                       | 12.4 km                                       | 25                                            | 31                                            | 29, 30, 31, 32, 34, 35, 35G, 36, 900, 935, Auchan 2                                                   |